# Beattyville
Beattyville är en ort i Lee County i delstaten Kentucky, USA. År 2000 hade orten  1 193 invånare. Den har enligt United States Census Bureau en area på  5,2 km², allt är land. Beattyville är administrativ huvudort (county seat) i Lee County. 